# Lights/Boy with Luv
Lights/Boy with Luv è un singolo del gruppo musicale sudcoreano BTS, pubblicato il 3 luglio 2019.

## Descrizione
Il singolo, annunciato il 9 maggio 2019, è stato il primo a contenere un inedito in giapponese del gruppo dopo Crystal Snow del 2017 e il primo ad avere un video musicale dopo For You del 2015. La title track Lights è una power ballad elettropop con una linea di basso pesante e una progressione armonica al piano, ulteriormente strumentata da chitarre e sintetizzatore. È scritta in fa maggiore e ha un tempo di 99 battiti per minuto. Nel testo i membri dei BTS descrivono se stessi e gli ascoltatori come la "luce" gli uni degli altri e parlano di trovare conforto in compagnia delle persone amate, soffermandosi sul messaggio di abbracciarsi per ciò che si è.
Lights/Boy with Luv è uscito digitalmente il 3 luglio 2019 e in formato fisico due giorni dopo, in tre versioni: ciascuna comprende un CD con l'apripista Lights e la versione in giapponese di Boy with Luv come lato A, e la versione giapponese di Idol come lato B, tuttavia l'edizione limitata A contiene un DVD con i videoclip di Lights e Idol, l'edizione limitata B un DVD con il dietro le quinte delle riprese del video musicale di Lights e del servizio fotografico per il libretto, e l'edizione C un album fotografico di 36 pagine. Tutte e tre le canzoni fanno parte della tracklist dell'album del 2020 Map of the Soul: 7 - The Journey.

## Esibizioni dal vivo
Il 23 e il 24 novembre 2019, i BTS hanno eseguito per la prima volta Lights dal vivo durante il loro quinto incontro con i fan giapponesi al Chiba Marine Stadium, ripetendo la performance durante la seconda tappa del concerto, il 14 e il 15 dicembre al Kyocera Dome Osaka.

## Video musicale
Il video musicale di Lights è stato caricato su YouTube il 2 luglio 2019. Esso mostra i membri del gruppo che interagiscono tra loro prevalentemente all'interno di un cinema, un possibile rimando al videoclip di Boy with Luv, che si svolgeva all'esterno di un teatro. Oltre a mostrare attività triviali come dirigersi a un bancomat, comprare pop-corn, scoprire passaggi segreti e correre in un parcheggio, le immagini esplorano il "concetto di tempo e spazio", inserendo scene in cui il tempo è fermo e gli oggetti sono sospesi in aria. Nella sua recensione per Celebmix, Ellie Nicholas ha descritto il video come "semplice e tuttavia bellissimo... si adatta perfettamente al tono della canzone". Lake Schatz di Consequence ne ha lodato le immagini "magiche" e "surreali"; Puah Ziwei di NME ha condiviso un'impressione simile definendo la clip "splendida" e "sognante".

## Accoglienza
Lights è stata accolta positivamente dalla critica. Tamar Herman di Billboard ha lodato le "voci dolci e il rap evocativo", oltre al contenuto del testo, definendola una canzone "motivante" in grado di "illuminare la giornata a chiunque". Anche Sara Delgado, scrivendo per Teen Vogue, ha condiviso un'opinione simile, giudicando "impressionante" l'esecuzione vocale. Nella sua recensione per Idolator, Mike Nied l'ha descritta come un "inno crescente" che si integra alle immagini di accompagnamento "morbide e sognanti" del video musicale. Chloe Gilke di Uproxx ha inserito la traccia tra le migliori canzoni pop della settimana, apprezzando la transizione "dai versi rap al canto che si eleva" durante il ritornello, definendola "genuinamente eccitante".

## Tracce
CD
1. Lights – 4:51 (Uta, Yohei, Sunny Boy)
2. Boy with Luv (versione giapponese) – 3:50 (Pdogg, RM, Michel "Lindgren" Schulz, Melanie Fontana, "Hitman" Bang, Suga, Emily Weisband, J-Hope)
3. Idol (versione giapponese) – 3:43 (Pdogg, Supreme Boi, "Hitman" Bang, Ali Tamposi, Roman Campolo, RM)

DVD edizione A
1. Lights (video musicale) – 5:26
2. Idol (video musicale) – 3:51

DVD edizione B
1. Lights (retroscena del video musicale)
2. Realizzazione del servizio fotografico per il libretto

## Formazione
Crediti tratti dalle note di copertina dell'album.
Gruppo
- Jin – voce
- Suga – rap, scrittura (traccia 2)
- J-Hope – rap, scrittura (traccia 2-3) , gang vocal (traccia 3)
- RM – rap, scrittura (tracce 2-3) , gang vocal (traccia 3)
- Park Ji-min – voce
- V – voce
- Jeon Jung-kook – voce, ritornelli, gang vocal (traccia 3)

Produzione
- "Hitman" Bang – scrittura (tracce 2-3)
- Roman Campolo – scrittura (traccia 3)
- DJ Riggins – assistenza al missaggio (traccia 2)
- Melanie Joy Fontana – scrittura (traccia 2) , ritornelli (traccia 2)
- Hiss Noise – editing digitale (traccia 2)
- Jaycen Joshua – missaggio (traccia 2)
- Jung Wooyoung – registrazione (traccia 1)
- Kim Minsoo – editing digitale (traccia 3)
- KM-Markit – arrangiamento rap (tracce 1-2), testo in giapponese (traccia 2)
- Lee Taewook – chitarra (traccia 2)
- Park Jinse – registrazione
- Pdogg – arrangiamento voci (tracce 1-2), registrazione (tracce 1-2), produzione (tracce 2-3) , scrittura (tracce 2-3) , tastiera (tracce 2-3), sintetizzatore (tracce 2-3)
- Jacob Richards – assistenza al missaggio (traccia 2)
- Michel "Lindgren" Schultz – scrittura (traccia 2) , registrazione (traccia 2)
- Mike Seaberg – assistenza al missaggio (traccia 2)
- Sunny Boy – scrittura (traccia 1)
- Supreme Boi – scrittura (traccia 3), gang vocal (traccia 3), registrazione (traccia 3), ritornello (traccia 3), arrangiamento voci (traccia 3)
- Ali Tamposi – scrittura (traccia 3)
- Uta – produzione (traccia 1) , scrittura (traccia 1) , tastiera (traccia 1) , sintetizzatore (traccia 1) , chitarra (traccia 1) , registrazione (traccia 1) , editing digitale (traccia 1)
- Masaya Wada – arrangiamento voci (traccia 1)
- Emily Weisband – scrittura (traccia 2)
- Yohei –  scrittura (traccia 1)

## Successo commerciale
I pre-ordini hanno superato un milione di copie, rendendo i BTS i primi coreani a raggiungere tale cifra in Giappone; il singolo, inoltre, ha uguagliato il record di pre-ordini per un artista straniero detenuto da 24 anni da Céline Dion con il singolo del 1995 To Love You More. Lights/Boy with Luv si è posizionato al primo posto della classifica giornaliera Oricon appena dopo l'uscita, vendendo 467 107 copie, segnando il record per le vendite più alte realizzate da un artista straniero nelle prime ventiquattr'ore. Dopo essere rimasto in vetta alla classifica giornaliera per sei giorni consecutivi, ha esordito al primo posto anche della classifica settimanale con quasi 621 000 copie, un record per un artista straniero in Giappone.
Il singolo è stato certificato Million dalla RIAJ l'8 agosto 2019: è stata la prima volta che un artista uomo ha superato il milione di copie vendute dal singolo A Thousand Winds di Masafumi Akikawa del 2007. I BTS sono stati inoltre i primi stranieri a ricevere tale certificazione in Giappone. È stato il sesto singolo più venduto in termini di vendite fisiche e digitali nel Paese durante il 2019.
In Corea del Sud, ha venduto 4 333 copie fisiche nel mese di pubblicazione.

## Classifiche

### Classifiche settimanali
| Classifica (2019-20) | Posizione massima |
| -------------------- | ----------------- |
| Croazia              | 3                 |
| Giappone             | 1                 |
| Ungheria (download)  | 18                |

### Classifiche di fine anno
| Classifica (2019) | Posizione |
| ----------------- | --------- |
| Giappone          | 7         |

## Riconoscimenti
- Japan Gold Disc Award[38]
  - 2020 – Canzone dell'anno per download (Asia) (a Lights)
  - 2020 – Cinque migliori singoli